# Segunda Categoría de Ecuador 2011
El campeonato ecuatoriano de Fútbol de Segunda Categoría 2011, llamado oficialmente «Copa Credife Segunda Categoría 2011» por motivos de patrocinio, fue la trigésimo octava (38.ª) edición de la Segunda Categoría de Ecuador. Este torneo iniciaría desde el 30 de julio al 17 de diciembre de 2011 el torneo daba 2 boletos para el ascenso a la Serie B, en este torneo se dio como anécdota que para la 1ª fase en la cual eran los torneos provinciales, el torneo de Imbabura no se jugó ya que quedó inconcluso y no se pudo terminar.
El cuadro del Ferroviarios logra su primer e único título, mientras que Mushuc Runa obtendría su primer e único subtítulo, ambos equipos lograron el ascenso y jugarán en el Campeonato Ecuatoriano de Fútbol Serie B 2012 para la siguiente temporada.

## Sistema de campeonato
Para este año los campeones y vicecampeones de los torneos locales jugaron la segunda fase divididos en cuatro zonas, en la zona 1 hubo dos hexagonales y pentagonales para el resto de zonas (2, 3 y 4).
La tercera fase se la jugó con 12 equipos, los cuales salieron de los ganadores de cada una de las zonas de la segunda fase (8 equipos) y esta etapa se completó con la presencia de los 4 mejores segundos.
A los 12 equipos clasificados, se los distribuyó en dos hexagonales bajo sorteo previo en sesión ordinaria de la FEF. El primero de cada uno de los hexagonales fueron los que se clasificaron a la primera categoría Serie B para el año 2012 y disputaron una final de ida y vuelta para decidir el campeón de la temporada.

## Equipos clasificados
| Asociación                                                                            | Equipo                                    | Vía de clasificación |
| ------------------------------------------------------------------------------------- | ----------------------------------------- | --- |
| Azuay 2 cupos                                                                         | Gualaceo S. C. Estudiantes                | Campeón de la Segunda Categoría de Azuay 2011 Subcampeón de la Segunda Categoría de Azuay 2011                                                   |
| Bolívar 2 cupos                                                                       | Juventud Minera Unibolívar                | Campeón de la Segunda Categoría de Bolívar 2011 Subcampeón de la Segunda Categoría de Bolívar 2011                                               |
| Cañar 2 cupos                                                                         | Municipal Cañar Grupo Alcívar             | Campeón de la Segunda Categoría de Cañar 2011 Subcampeón de la Segunda Categoría de Cañar 2011                                                   |
| Chimborazo 2 cupos                                                                    | Star Club Alianza                         | Campeón de la Segunda Categoría de Chimborazo 2011 Subcampeón de la Segunda Categoría de Chimborazo 2011                                         |
| Cotopaxi 2 cupos                                                                      | Atlético Saquisilí Deportivo Cotopaxi     | Campeón de la Segunda Categoría de Cotopaxi 2011 Subcampeón de la Segunda Categoría de Cotopaxi 2011                                             |
| El Oro 2 cupos                                                                        | Fuerza Amarilla Río Amarillo              | Campeón de la Segunda Categoría de El Oro 2011 Subcampeón de la Segunda Categoría de El Oro 2011                                                 |
| [[Archivo:\|20x20px\|border\|Bandera de Esmeraldas]] Esmeraldas 2 cupos               | Alianza del Pailón Rocafuerte             | Campeón de la Segunda Categoría de Esmeraldas 2011 Subcampeón de la Segunda Categoría de Esmeraldas 2011                                         |
| Guayas 2 cupos                                                                        | Ferroviarios Norte América                | Campeón de la Segunda Categoría de Guayas 2011 Subcampeón de la Segunda Categoría de Guayas 2011                                                 |
| Loja 2 cupos                                                                          | Loja F. C. Reina del Pindal               | Campeón de la Segunda Categoría de Loja 2011 Subcampeón de la Segunda Categoría de Loja 2011                                                     |
| Los Ríos 2 cupos                                                                      | Liga de Quevedo Segundo Hoyos Jácome      | Campeón de la Segunda Categoría de Los Ríos 2011 Subcampeón de la Segunda Categoría de Los Ríos 2011                                             |
| Manabí 2 cupos                                                                        | Delfín Malecón                            | Campeón de la Segunda Categoría de Manabí 2011 Subcampeón de la Segunda Categoría de Manabí 2011                                                 |
| Morona Santiago 2 cupos                                                               | Deportivo Macas Deportivo Oriente         | Campeón de la Segunda Categoría de Morona Santiago 2011 Subcampeón de la Segunda Categoría de Morona Santiago 2011                               |
| Napo 2 cupos                                                                          | New Star Malta Shungo                     | Campeón de la Segunda Categoría de Napo 2011 Subcampeón de la Segunda Categoría de Napo 2011                                                     |
| Orellana 2 cupos                                                                      | Deportivo Coca Anaconda F. C.             | Campeón de la Segunda Categoría de Orellana 2011 Subcampeón de la Segunda Categoría de Orellana 2011                                             |
| Pastaza 2 cupos                                                                       | Cumandá Cooperativa Amazonas              | Campeón de la Segunda Categoría de Pastaza 2011 Subcampeón de la Segunda Categoría de Pastaza 2011                                               |
| [[Archivo:\|20x20px\|border\|Bandera de Pichincha]] Pichincha 2 cupos                 | Aucas Cuniburo                            | Campeón de la Segunda Categoría de Pichincha 2011 Subcampeón de la Segunda Categoría de Pichincha 2011                                           |
| [[Archivo:\|20x20px\|border\|Bandera de Santa Elena (provincia)]] Santa Elena 2 cupos | Carlos Borbor Reyes Salinas Internacional | Campeón de la Segunda Categoría de Santa Elena 2011 Subcampeón de la Segunda Categoría de Santa Elena 2011                                       |
| Santo Domingo de los Tsáchilas 2 cupos                                                | Águilas Talleres                          | Campeón de la Segunda Categoría de Santo Domingo de los Tsáchilas 2011 Subcampeón de la Segunda Categoría de Santo Domingo de los Tsáchilas 2011 |
| Sucumbíos 2 cupos                                                                     | Caribe Junior Super Campeones             | Campeón de la Segunda Categoría de Sucumbíos 2011 Subcampeón de la Segunda Categoría de Sucumbíos 2011                                           |
| Tungurahua 2 cupos                                                                    | Mushuc Runa León Carr                     | Campeón de la Segunda Categoría de Tungurahua 2011 Subcampeón de la Segunda Categoría de Tungurahua 2011                                         |

## Zona 1
Los equipos de Pichincha, Imbabura, Cotopaxi, Tungurahua, Chimborazo y Bolívar.

### Grupo A

#### Clasificación
|  |     | Equipo             | PJ | PG | PE | PP | GF | GC | DG  | PTS |
|  | --- | ------------------ | -- | -- | -- | -- | -- | -- | --- | --- |
|  | 1.° | Mushuc Runa        | 6  | 5  | 1  | 0  | 18 | 2  | +16 | 16  |
|  | 2.° | Cuniburo           | 6  | 4  | 1  | 1  | 14 | 6  | +8  | 13  |
|  | 3.° | Deportivo Cotopaxi | 6  | 1  | 0  | 5  | 6  | 11 | -5  | 3   |
|  | 4.° | Star Club          | 6  | 1  | 0  | 5  | 5  | 22 | -17 | 3   |
|  | 5.° | Unibolívar         | 0  | 0  | 0  | 0  | 0  | 0  | 0   | 0   |

     – Clasificado para los hexagonales finales.
     - Clasificado a los hexagonales finales (4 mejores segundos).

#### Partidos y resultados
| Fecha 1   | Fecha 1   | Fecha 1            |
| Local     | Resultado | Visitante          |
| --------- | --------- | ------------------ |
| Cuniburo  | 1-0       | Deportivo Cotopaxi |
| Star Club | 0-3       | Mushuc Runa        |

| Fecha 2            | Fecha 2   | Fecha 2   |
| Local              | Resultado | Visitante |
| ------------------ | --------- | --------- |
| Deportivo Cotopaxi | 1-2       | Star Club |
| Mushuc Runa        | 1-1       | Cuniburo  |

| Fecha 3     | Fecha 3   | Fecha 3            |
| Local       | Resultado | Visitante          |
| ----------- | --------- | ------------------ |
| Cuniburo    | 4-0       | Star Club          |
| Mushuc Runa | 2-0       | Deportivo Cotopaxi |

| Fecha 4            | Fecha 4   | Fecha 4     |
| Local              | Resultado | Visitante   |
| ------------------ | --------- | ----------- |
| Star Club          | 2-4       | Cuniburo    |
| Deportivo Cotopaxi | 1-2       | Mushuc Runa |

| Fecha 5   | Fecha 5   | Fecha 5            |
| Local     | Resultado | Visitante          |
| --------- | --------- | ------------------ |
| Cuniburo  | 0-3       | Mushuc Runa        |
| Star Club | 1-3       | Deportivo Cotopaxi |

| Fecha 6            | Fecha 6   | Fecha 6   |
| Local              | Resultado | Visitante |
| ------------------ | --------- | --------- |
| Mushuc Runa        | 7-0       | Star Club |
| Deportivo Cotopaxi | 1-4       | Cuniburo  |

### Grupo B

#### Clasificación
|  |     | Equipo             | PJ | PG | PE | PP | GF | GC | DG  | PTS |
|  | --- | ------------------ | -- | -- | -- | -- | -- | -- | --- | --- |
|  | 1.° | Juventud Minera    | 8  | 6  | 2  | 0  | 21 | 10 | +10 | 20  |
|  | 2.° | Aucas              | 8  | 5  | 2  | 1  | 16 | 6  | +10 | 17  |
|  | 3.° | Alianza            | 8  | 3  | 2  | 3  | 12 | 11 | +1  | 11  |
|  | 4.° | León Carr          | 7  | 1  | 0  | 6  | 7  | 18 | -11 | 3   |
|  | 5.° | Atlético Saquisilí | 7  | 1  | 0  | 6  | 10 | 21 | -11 | 3   |

     – Clasificado para los hexagonales finales.
     - Clasificado a los hexagonales finales (4 mejores segundos).

#### Partidos y resultados
| Fecha 1            | Fecha 1         | Fecha 1         |
| Local              | Resultado       | Visitante       |
| ------------------ | --------------- | --------------- |
| Atlético Saquisilí | 3-2             | León Carr       |
| Aucas              | 2-0             | Alianza         |
| Libre:             | Juventud Minera | Juventud Minera |

| Fecha 2         | Fecha 2   | Fecha 2            |
| Local           | Resultado | Visitante          |
| --------------- | --------- | ------------------ |
| León Carr       | 0-2       | Aucas              |
| Juventud Minera | 4-1       | Atlético Saquisilí |
| Libre:          | Alianza   | Alianza            |

| Fecha 3 | Fecha 3            | Fecha 3            |
| Local   | Resultado          | Visitante          |
| ------- | ------------------ | ------------------ |
| Aucas   | 2-2                | Juventud Minera    |
| Alianza | 0-1                | León Carr          |
| Libre:  | Atlético Saquisilí | Atlético Saquisilí |

| Fecha 4            | Fecha 4   | Fecha 4   |
| Local              | Resultado | Visitante |
| ------------------ | --------- | --------- |
| Juventud Minera    | 3-1       | Alianza   |
| Atlético Saquisilí | 1-2       | Aucas     |
| Libre:             | León Carr | León Carr |

| Fecha 5   | Fecha 5   | Fecha 5            |
| Local     | Resultado | Visitante          |
| --------- | --------- | ------------------ |
| León Carr | 0-1       | Juventud Minera    |
| Alianza   | 1-0       | Atlético Saquisilí |
| Libre:    | Aucas     | Aucas              |

| Fecha 6            | Fecha 6   | Fecha 6   |
| Local              | Resultado | Visitante |
| ------------------ | --------- | --------- |
| Juventud Minera    | 4-2       | León Carr |
| Atlético Saquisilí | 2-5       | Alianza   |
| Libre:             | Aucas     | Aucas     |

| Fecha 7 | Fecha 7   | Fecha 7            |
| Local   | Resultado | Visitante          |
| ------- | --------- | ------------------ |
| Alianza | 2-2       | Juventud Minera    |
| Aucas   | 3-1       | Atlético Saquisilí |
| Libre:  | León Carr | León Carr          |

| Fecha 8         | Fecha 8            | Fecha 8            |
| Local           | Resultado          | Visitante          |
| --------------- | ------------------ | ------------------ |
| León Carr       | 1-3                | Alianza            |
| Juventud Minera | 1-0                | Aucas              |
| Libre:          | Atlético Saquisilí | Atlético Saquisilí |

| Fecha 9            | Fecha 9   | Fecha 9         |
| Local              | Resultado | Visitante       |
| ------------------ | --------- | --------------- |
| Atlético Saquisilí | 2-4       | Juventud Minera |
| Aucas              | 5-1       | León Carr       |
| Libre:             | Alianza   | Alianza         |

| Fecha 10  | Fecha 10        | Fecha 10           |
| Local     | Resultado       | Visitante          |
| --------- | --------------- | ------------------ |
| Alianza   | 0-0             | Aucas              |
| León Carr | No se jugó      | Atlético Saquisilí |
| Libre:    | Juventud Minera | Juventud Minera    |

## Zona 2
Los equipos de Orellana, Sucumbíos, Napo, Pastaza y Morona Santiago.

### Grupo C

#### Clasificación
|  |     | Equipo               | PJ | PG | PE | PP | GF | GC | DG  | PTS |
|  | --- | -------------------- | -- | -- | -- | -- | -- | -- | --- | --- |
|  | 1.° | Deportivo Macas      | 8  | 4  | 4  | 0  | 10 | 5  | +5  | 16  |
|  | 2.° | Deportivo Coca       | 8  | 4  | 3  | 1  | 16 | 4  | +12 | 15  |
|  | 3.° | Super Campeones      | 8  | 3  | 2  | 3  | 13 | 8  | +5  | 11  |
|  | 4.° | Cooperativa Amazonas | 7  | 2  | 2  | 3  | 7  | 9  | -2  | 8   |
|  | 5.° | Malta Shungo         | 7  | 0  | 1  | 6  | 4  | 24 | -20 | 1   |

     – Clasificado para los hexagonales finales.

#### Partidos y resultados
| Fecha 1              | Fecha 1         | Fecha 1         |
| Local                | Resultado       | Visitante       |
| -------------------- | --------------- | --------------- |
| Deportivo Macas      | 1-1             | Deportivo Coca  |
| Cooperativa Amazonas | 2-1             | Malta Shungo    |
| Libre:               | Super Campeones | Super Campeones |

| Fecha 2        | Fecha 2              | Fecha 2              |
| Local          | Resultado            | Visitante            |
| -------------- | -------------------- | -------------------- |
| Deportivo Coca | 1-0                  | Super Campeones      |
| Malta Shungo   | 2-2                  | Deportivo Macas      |
| Libre:         | Cooperativa Amazonas | Cooperativa Amazonas |

| Fecha 3         | Fecha 3        | Fecha 3              |
| Local           | Resultado      | Visitante            |
| --------------- | -------------- | -------------------- |
| Deportivo Macas | 2-1            | Cooperativa Amazonas |
| Super Campeones | 5-0            | Malta Shungo         |
| Libre:          | Deportivo Coca | Deportivo Coca       |

| Fecha 4              | Fecha 4         | Fecha 4         |
| Local                | Resultado       | Visitante       |
| -------------------- | --------------- | --------------- |
| Malta Shungo         | 0-2             | Deportivo Coca  |
| Cooperativa Amazonas | 2-0             | Super Campeones |
| Libre:               | Deportiva Macas | Deportiva Macas |

| Fecha 5         | Fecha 5      | Fecha 5              |
| Local           | Resultado    | Visitante            |
| --------------- | ------------ | -------------------- |
| Deportivo Coca  | 0-0          | Cooperativa Amazonas |
| Super Campeones | 0-1          | Deportivo Macas      |
| Libre:          | Malta Shungo | Malta Shungo         |

| Fecha 6              | Fecha 6      | Fecha 6         |
| Local                | Resultado    | Visitante       |
| -------------------- | ------------ | --------------- |
| Cooperativa Amazonas | 0-3          | Deportivo Coca  |
| Deportivo Macas      | 1-1          | Super Campeones |
| Libre:               | Malta Shungo | Malta Shungo    |

| Fecha 7         | Fecha 7         | Fecha 7              |
| Local           | Resultado       | Visitante            |
| --------------- | --------------- | -------------------- |
| Deportivo Coca  | 9-0             | Malta Shungo         |
| Super Campeones | 2-2             | Cooperativa Amazonas |
| Libre:          | Deportivo Macas | Deportivo Macas      |

| Fecha 8              | Fecha 8        | Fecha 8         |
| Local                | Resultado      | Visitante       |
| -------------------- | -------------- | --------------- |
| Cooperativa Amazonas | 0-1            | Deportivo Macas |
| Malta Shungo         | 1-2            | Super Campeones |
| Libre:               | Deportivo Coca | Deportivo Coca  |

| Fecha 9         | Fecha 9              | Fecha 9              |
| Local           | Resultado            | Visitante            |
| --------------- | -------------------- | -------------------- |
| Deportivo Macas | 2-0                  | Malta Shungo         |
| Super Campeones | 3-0                  | Deportivo Coca       |
| Libre:          | Cooperativa Amazonas | Cooperativa Amazonas |

| Fecha 10       | Fecha 10        | Fecha 10             |
| Local          | Resultado       | Visitante            |
| -------------- | --------------- | -------------------- |
| Deportivo Coca | 0-0             | Deportivo Macas      |
| Malta Shungo   | No se jugó      | Cooperativa Amazonas |
| Libre:         | Super Campeones | Super Campeones      |

### Grupo D

#### Clasificación
|  |     | Equipo            | PJ | PG | PE | PP | GF | GC | DG  | PTS |
|  | --- | ----------------- | -- | -- | -- | -- | -- | -- | --- | --- |
|  | 1.° | New Star          | 8  | 5  | 3  | 0  | 14 | 4  | +10 | 18  |
|  | 2.° | Caribe Junior     | 8  | 3  | 2  | 3  | 12 | 9  | +3  | 11  |
|  | 3.° | Cumandá           | 8  | 3  | 2  | 3  | 7  | 10 | -3  | 11  |
|  | 4.° | Anaconda F. C.    | 7  | 3  | 1  | 3  | 8  | 9  | -1  | 10  |
|  | 5.° | Deportivo Oriente | 7  | 1  | 0  | 6  | 3  | 12 | -9  | 3   |

     – Clasificado para los hexagonales finales.

#### Partidos y resultados
| Fecha 1  | Fecha 1       | Fecha 1           |
| Local    | Resultado     | Visitante         |
| -------- | ------------- | ----------------- |
| New Star | 1-1           | Cumandá           |
| Anaconda | 0-2           | Deportivo Oriente |
| Libre:   | Caribe Junior | Caribe Junior     |

| Fecha 2           | Fecha 2   | Fecha 2   |
| Local             | Resultado | Visitante |
| ----------------- | --------- | --------- |
| Caribe Junior     | 1-2       | Anaconda  |
| Deportivo Oriente | 0-1       | New Star  |
| Libre:            | Cumandá   | Cumandá   |

| Fecha 3  | Fecha 3   | Fecha 3           |
| Local    | Resultado | Visitante         |
| -------- | --------- | ----------------- |
| New Star | 1-1       | Caribe Junior     |
| Cumandá  | 1-0       | Deportivo Oriente |
| Libre:   | Anaconda  | Anaconda          |

| Fecha 4       | Fecha 4           | Fecha 4           |
| Local         | Resultado         | Visitante         |
| ------------- | ----------------- | ----------------- |
| Anaconda      | 0-1               | New Star          |
| Caribe Junior | 3-0               | Cumandá           |
| Libre:        | Deportivo Oriente | Deportivo Oriente |

| Fecha 5           | Fecha 5   | Fecha 5       |
| Local             | Resultado | Visitante     |
| ----------------- | --------- | ------------- |
| Cumandá           | 0-0       | Anaconda      |
| Deportivo Oriente | 0-1       | Caribe Junior |
| Libre:            | New Star  | New Star      |

| Fecha 6       | Fecha 6   | Fecha 6           |
| Local         | Resultado | Visitante         |
| ------------- | --------- | ----------------- |
| Anaconda      | 3-2       | Cumandá           |
| Caribe Junior | 3-0       | Deportivo Oriente |
| Libre:        | New Star  | New Star          |

| Fecha 7  | Fecha 7           | Fecha 7           |
| Local    | Resultado         | Visitante         |
| -------- | ----------------- | ----------------- |
| Cumandá  | 2-1               | Caribe Junior     |
| New Star | 2-0               | Anaconda          |
| Libre:   | Deportivo Oriente | Deportivo Oriente |

| Fecha 8           | Fecha 8   | Fecha 8   |
| Local             | Resultado | Visitante |
| ----------------- | --------- | --------- |
| Caribe Junior     | 1-1       | New Star  |
| Deportivo Oriente | 0-1       | Cumandá   |
| Libre:            | Anaconda  | Anaconda  |

| Fecha 9  | Fecha 9   | Fecha 9           |
| Local    | Resultado | Visitante         |
| -------- | --------- | ----------------- |
| New Star | 5-1       | Deportivo Oriente |
| Anaconda | 3-1       | Caribe Junior     |
| Libre:   | Cumandá   | Cumandá           |

| Fecha 10          | Fecha 10      | Fecha 10      |
| Local             | Resultado     | Visitante     |
| ----------------- | ------------- | ------------- |
| Cumandá           | 0-2           | New Star      |
| Deportivo Oriente | No se jugó    | Anaconda      |
| Libre:            | Caribe Junior | Caribe Junior |

## Zona 3
Los equipos de Azuay, Loja, Cañar, El Oro y Guayas.

### Grupo E

#### Clasificación
|  |    | Equipo           | PJ | PG | PE | PP | GF | GC | DG  | PTS |
|  | -- | ---------------- | -- | -- | -- | -- | -- | -- | --- | --- |
|  | 1° | Fuerza Amarilla  | 8  | 5  | 3  | 0  | 23 | 4  | +19 | 20  |
|  | 2° | Gualaceo S. C.   | 8  | 4  | 4  | 0  | 13 | 5  | +8  | 16  |
|  | 3° | Norte América    | 8  | 4  | 2  | 2  | 21 | 9  | +12 | 14  |
|  | 4° | Grupo Alcívar    | 8  | 2  | 0  | 6  | 11 | 18 | -7  | 6   |
|  | 5° | Reina del Pindal | 8  | 0  | 1  | 7  | 2  | 34 | -32 | 1   |

     – Clasificado para los hexagonales finales.
     - Clasificado a los hexagonales finales (4 mejores segundos).

#### Partidos y resultados
| Fecha 1          | Fecha 1      | Fecha 1       |
| Local            | Resultado    | Visitante     |
| ---------------- | ------------ | ------------- |
| Fuerza Amarilla  | 2-0          | Grupo Alcívar |
| Reina del Pindal | 0-4          | Gualaceo      |
| Libre:           | Norteamérica | Norteamérica  |

| Fecha 2       | Fecha 2         | Fecha 2          |
| Local         | Resultado       | Visitante        |
| ------------- | --------------- | ---------------- |
| Grupo Alcívar | 4-0             | Reina del Pindal |
| Gualaceo      | 2-0             | Norteamérica     |
| Libre:        | Fuerza Amarilla | Fuerza Amarilla  |

| Fecha 3          | Fecha 3   | Fecha 3         |
| Local            | Resultado | Visitante       |
| ---------------- | --------- | --------------- |
| Norteamérica     | 4-0       | Grupo Alcívar   |
| Reina del Pindal | 0-4       | Fuerza Amarilla |
| Libre:           | Gualaceo  | Gualaceo        |

| Fecha 4         | Fecha 4          | Fecha 4          |
| Local           | Resultado        | Visitante        |
| --------------- | ---------------- | ---------------- |
| Fuerza Amarilla | 1-1              | Norteamérica     |
| Grupo Alcívar   | 0-1              | Gualaceo         |
| Libre:          | Reina del Pindal | Reina del Pindal |

| Fecha 5      | Fecha 5       | Fecha 5          |
| Local        | Resultado     | Visitante        |
| ------------ | ------------- | ---------------- |
| Norteamérica | 3-0           | Reina del Pindal |
| Gualaceo     | 1-1           | Fuerza Amarilla  |
| Libre:       | Grupo Alcívar | Grupo Alcívar    |

| Fecha 6          | Fecha 6       | Fecha 6       |
| Local            | Resultado     | Visitante     |
| ---------------- | ------------- | ------------- |
| Fuerza Amarilla  | 0-0           | Gualaceo      |
| Reina del Pindal | 1-5           | Norteamérica  |
| Libre:           | Grupo Alcívar | Grupo Alcívar |

| Fecha 7      | Fecha 7          | Fecha 7          |
| Local        | Resultado        | Visitante        |
| ------------ | ---------------- | ---------------- |
| Norteamérica | 1-2              | Fuerza Amarilla  |
| Gualaceo     | 2-0              | Grupo Alcívar    |
| Libre:       | Reina del Pindal | Reina del Pindal |

| Fecha 8         | Fecha 8   | Fecha 8          |
| Local           | Resultado | Visitante        |
| --------------- | --------- | ---------------- |
| Fuerza Amarilla | 8-0       | Reina del Pindal |
| Grupo Alcívar   | 0-3       | Norteamérica     |
| Libre:          | Gualaceo  | Gualaceo         |

| Fecha 9          | Fecha 9         | Fecha 9         |
| Local            | Resultado       | Visitante       |
| ---------------- | --------------- | --------------- |
| Norteamérica     | 3-3             | Gualaceo        |
| Reina del Pindal | 1-6             | Grupo Alcívar   |
| Libre:           | Fuerza Amarilla | Fuerza Amarilla |

| Fecha 10      | Fecha 10     | Fecha 10         |
| Local         | Resultado    | Visitante        |
| ------------- | ------------ | ---------------- |
| Grupo Alcívar | 1-5          | Fuerza Amarilla  |
| Gualaceo      | 0-0          | Reina del Pindal |
| Libre:        | Norteamérica | Norteamérica     |

### Grupo F

#### Clasificación
|  |     | Equipo          | PJ | PG | PE | PP | GF | GC | DG  | PTS |
|  | --- | --------------- | -- | -- | -- | -- | -- | -- | --- | --- |
|  | 1.° | Ferroviarios    | 8  | 4  | 3  | 1  | 20 | 6  | +14 | 15  |
|  | 2.° | Municipal Cañar | 8  | 4  | 3  | 1  | 16 | 4  | +12 | 15  |
|  | 3.° | Estudiantes     | 7  | 2  | 2  | 3  | 5  | 6  | -1  | 8   |
|  | 4.° | Loja F. C.      | 7  | 2  | 2  | 3  | 9  | 28 | -19 | 8   |
|  | 5.° | Río Amarillo    | 8  | 2  | 0  | 6  | 10 | 16 | -6  | 6   |

     – Clasificado para los hexagonales finales.

#### Partidos y resultados
| Fecha 1         | Fecha 1      | Fecha 1      |
| Local           | Resultado    | Visitante    |
| --------------- | ------------ | ------------ |
| Municipal Cañar | 1-0          | Río Amarillo |
| Estudiantes     | 1-2          | Loja         |
| Libre:          | Ferroviarios | Ferroviarios |

| Fecha 2      | Fecha 2      | Fecha 2         |
| Local        | Resultado    | Visitante       |
| ------------ | ------------ | --------------- |
| Ferroviarios | 0-0          | Estudiantes     |
| Loja         | 1-1          | Municipal Cañar |
| Libre:       | Río Amarillo | Río Amarillo    |

| Fecha 3         | Fecha 3     | Fecha 3      |
| Local           | Resultado   | Visitante    |
| --------------- | ----------- | ------------ |
| Río Amarillo    | 5-1         | Loja         |
| Municipal Cañar | 0-1         | Ferroviarios |
| Libre:          | Estudiantes | Estudiantes  |

| Fecha 4      | Fecha 4   | Fecha 4         |
| Local        | Resultado | Visitante       |
| ------------ | --------- | --------------- |
| Ferroviarios | 3-0       | Río Amarillo    |
| Estudiantes  | 0-0       | Municipal Cañar |
| Libre:       | Loja      | Loja            |

| Fecha 5      | Fecha 5         | Fecha 5         |
| Local        | Resultado       | Visitante       |
| ------------ | --------------- | --------------- |
| Loja         | 2-2             | Ferroviarios    |
| Río Amarillo | 3-0             | Estudiantes     |
| Libre:       | Municipal Cañar | Municipal Cañar |

| Fecha 6      | Fecha 6         | Fecha 6         |
| Local        | Resultado       | Visitante       |
| ------------ | --------------- | --------------- |
| Ferroviarios | 8-0             | Loja            |
| Estudiantes  | 2-0             | Río Amarillo    |
| Libre:       | Municipal Cañar | Municipal Cañar |

| Fecha 7         | Fecha 7   | Fecha 7      |
| Local           | Resultado | Visitante    |
| --------------- | --------- | ------------ |
| Río Amarillo    | 0-4       | Ferroviarios |
| Municipal Cañar | 1-0       | Estudiantes  |
| Libre:          | Loja      | Loja         |

| Fecha 8      | Fecha 8     | Fecha 8         |
| Local        | Resultado   | Visitante       |
| ------------ | ----------- | --------------- |
| Ferroviarios | 2-2         | Municipal Cañar |
| Loja         | 3-2         | Río Amarillo    |
| Libre:       | Estudiantes | Estudiantes     |

| Fecha 9         | Fecha 9      | Fecha 9      |
| Local           | Resultado    | Visitante    |
| --------------- | ------------ | ------------ |
| Estudiantes     | 2-0          | Ferroviarios |
| Municipal Cañar | 9-0          | Loja         |
| Libre:          | Río Amarillo | Río Amarillo |

| Fecha 10     | Fecha 10     | Fecha 10        |
| Local        | Resultado    | Visitante       |
| ------------ | ------------ | --------------- |
| Río Amarillo | 0-2          | Municipal Cañar |
| Estudiantes  | No se jugó   | Loja            |
| Libre:       | Ferroviarios | Ferroviarios    |

## Zona 4
Los equipos de Esmeraldas, Manabí, Santo Domingo de los Tsáchilas, Los Ríos y Santa Elena.

### Grupo G

#### Clasificación
|  |     | Equipo                | PJ | PG | PE | PP | GF | GC | DG  | PTS |
|  | --- | --------------------- | -- | -- | -- | -- | -- | -- | --- | --- |
|  | 1.° | Águilas               | 8  | 6  | 1  | 1  | 15 | 4  | +11 | 19  |
|  | 2.° | Rocafuerte            | 7  | 5  | 2  | 0  | 14 | 2  | +12 | 17  |
|  | 3.° | Segundo Hoyos Jácome  | 7  | 3  | 0  | 4  | 8  | 13 | -5  | 9   |
|  | 4.° | Delfín S. C.          | 6  | 0  | 2  | 4  | 4  | 11 | -7  | 2   |
|  | 5.° | Salinas Internacional | 6  | 0  | 1  | 5  | 6  | 17 | -11 | 1   |

     – Clasificado para los hexagonales finales.
     - Clasificado a los hexagonales finales (4 mejores segundos).

#### Partidos y resultados
| Fecha 1    | Fecha 1   | Fecha 1               |
| Local      | Resultado | Visitante             |
| ---------- | --------- | --------------------- |
| Delfín     | 2-3       | Segundo Hoyos Jácome  |
| Rocafuerte | 3-1       | Salinas Internacional |
| Libre:     | Águilas   | Águilas               |

| Fecha 2               | Fecha 2    | Fecha 2    |
| Local                 | Resultado  | Visitante  |
| --------------------- | ---------- | ---------- |
| Segundo Hoyos Jácome  | 0-2        | Águilas    |
| Salinas Internacional | 1-1        | Delfín     |
| Libre:                | Rocafuerte | Rocafuerte |

| Fecha 3 | Fecha 3              | Fecha 3               |
| Local   | Resultado            | Visitante             |
| ------- | -------------------- | --------------------- |
| Delfín  | 0-0                  | Rocafuerte            |
| Águilas | 7-1                  | Salinas Internacional |
| Libre:  | Segundo Hoyos Jácome | Segundo Hoyos Jácome  |

| Fecha 4               | Fecha 4   | Fecha 4              |
| Local                 | Resultado | Visitante            |
| --------------------- | --------- | -------------------- |
| Rocafuerte            | 1-0       | Águilas              |
| Salinas Internacional | 1-2       | Segundo Hoyos Jácome |
| Libre:                | Delfín    | Delfín               |

| Fecha 5              | Fecha 5               | Fecha 5               |
| Local                | Resultado             | Visitante             |
| -------------------- | --------------------- | --------------------- |
| Segundo Hoyos Jácome | 0-3                   | Rocafuerte            |
| Águilas              | 1-0                   | Delfín                |
| Libre:               | Salinas Internacional | Salinas Internacional |

| Fecha 6    | Fecha 6               | Fecha 6               |
| Local      | Resultado             | Visitante             |
| ---------- | --------------------- | --------------------- |
| Delfín     | 1-2                   | Águilas               |
| Rocafuerte | 2-0                   | Segundo Hoyos Jácome  |
| Libre:     | Salinas Internacional | Salinas Internacional |

| Fecha 7              | Fecha 7   | Fecha 7               |
| Local                | Resultado | Visitante             |
| -------------------- | --------- | --------------------- |
| Segundo Hoyos Jácome | 3-2       | Salinas Internacional |
| Águilas              | 1-1       | Rocafuerte            |
| Libre:               | Delfín    | Delfín                |

| Fecha 8               | Fecha 8              | Fecha 8              |
| Local                 | Resultado            | Visitante            |
| --------------------- | -------------------- | -------------------- |
| Salinas Internacional | 0-1                  | Águilas              |
| Rocafuerte            | 4-0                  | Delfín               |
| Libre:                | Segundo Hoyos Jácome | Segundo Hoyos Jácome |

| Fecha 9 | Fecha 9    | Fecha 9               |
| Local   | Resultado  | Visitante             |
| ------- | ---------- | --------------------- |
| Águilas | 1-0        | Segundo Hoyos Jacome  |
| Delfín  | No se jugó | Salinas Internacional |
| Libre:  | Rocafuerte | Rocafuerte            |

| Fecha 10              | Fecha 10   | Fecha 10   |
| Local                 | Resultado  | Visitante  |
| --------------------- | ---------- | ---------- |
| Segundo Hoyos Jacome  | No se jugó | Delfín     |
| Salinas Internacional | No se jugó | Rocafuerte |
| Libre:                | Águilas    | Águilas    |

### Grupo H

#### Clasificación
|  |     | Equipo              | PJ | PG | PE | PP | GF | GC | DG  | PTS |
|  | --- | ------------------- | -- | -- | -- | -- | -- | -- | --- | --- |
|  | 1.° | Alianza del Pailón  | 8  | 7  | 0  | 1  | 16 | 8  | +8  | 21  |
|  | 2.° | Carlos Borbor Reyes | 8  | 4  | 1  | 3  | 19 | 13 | +6  | 13  |
|  | 3.° | Liga de Quevedo     | 7  | 4  | 0  | 3  | 20 | 12 | +2  | 12  |
|  | 4.° | Malecón             | 7  | 2  | 0  | 5  | 11 | 18 | -8  | 6   |
|  | 5.° | Talleres            | 8  | 1  | 1  | 6  | 10 | 25 | -15 | 4   |

     – Clasificado para los hexagonales finales.

#### Partidos y resultados
| Fecha 1             | Fecha 1   | Fecha 1            |
| Local               | Resultado | Visitante          |
| ------------------- | --------- | ------------------ |
| Liga de Quevedo     | 4-1       | Malecón            |
| Carlos Borbor Reyes | 1-2       | Alianza del Pailón |
| Libre:              | Talleres  | Talleres           |

| Fecha 2  | Fecha 2            | Fecha 2             |
| Local    | Resultado          | Visitante           |
| -------- | ------------------ | ------------------- |
| Malecón  | 4-2                | Carlos Borbor Reyes |
| Talleres | 0-3                | Liga de Quevedo     |
| Libre:   | Alianza del Pailón | Alianza del Pailón  |

| Fecha 3             | Fecha 3         | Fecha 3         |
| Local               | Resultado       | Visitante       |
| ------------------- | --------------- | --------------- |
| Carlos Borbor Reyes | 4-0             | Talleres        |
| Alianza del Pailón  | 2-1             | Malecón         |
| Libre:              | Liga de Quevedo | Liga de Quevedo |

| Fecha 4         | Fecha 4   | Fecha 4             |
| Local           | Resultado | Visitante           |
| --------------- | --------- | ------------------- |
| Liga de Quevedo | 2-3       | Carlos Borbor Reyes |
| Talleres        | 1-2       | Alianza del Pailón  |
| Libre:          | Malecón   | Malecón             |

| Fecha 5            | Fecha 5             | Fecha 5             |
| Local              | Resultado           | Visitante           |
| ------------------ | ------------------- | ------------------- |
| Alianza del Pailón | 3-0                 | Liga de Quevedo     |
| Malecón            | 2-1                 | Talleres            |
| Libre:             | Carlos Borbor Reyes | Carlos Borbor Reyes |

| Fecha 6         | Fecha 6             | Fecha 6             |
| Local           | Resultado           | Visitante           |
| --------------- | ------------------- | ------------------- |
| Liga de Quevedo | 3-0                 | Alianza del Pailón  |
| Talleres        | 2-1                 | Malecón             |
| Libre:          | Carlos Borbor Reyes | Carlos Borbor Reyes |

| Fecha 7             | Fecha 7   | Fecha 7         |
| Local               | Resultado | Visitante       |
| ------------------- | --------- | --------------- |
| Carlos Borbor Reyes | 1-0       | Liga de Quevedo |
| Alianza del Pailón  | 3-0       | Talleres        |
| Libre:              | Malecón   | Malecón         |

| Fecha 8  | Fecha 8         | Fecha 8             |
| Local    | Resultado       | Visitante           |
| -------- | --------------- | ------------------- |
| Malecón  | 1-2             | Alianza del Pailón  |
| Talleres | 2-2             | Carlos Borbor Reyes |
| Libre:   | Liga de Quevedo | Liga de Quevedo     |

| Fecha 9             | Fecha 9            | Fecha 9            |
| Local               | Resultado          | Visitante          |
| ------------------- | ------------------ | ------------------ |
| Carlos Borbor Reyes | 5-1                | Malecón            |
| Liga de Quevedo     | 8-4                | Talleres           |
| Libre:              | Alianza del Pailón | Alianza del Pailón |

| Fecha 10           | Fecha 10   | Fecha 10            |
| Local              | Resultado  | Visitante           |
| ------------------ | ---------- | ------------------- |
| Alianza del Pailón | 2-1        | Carlos Borbor Reyes |
| Malecón            | No se jugó | Liga de Quevedo     |
| Libre:             | Talleres   | Talleres            |

## Promedios
|  |     | Equipo              | PJ | PG | PE | PP | GF | GC | DG  | PTS | PRO   |
|  | --- | ------------------- | -- | -- | -- | -- | -- | -- | --- | --- | ----- |
|  | 1.° | Rocafuerte          | 7  | 5  | 2  | 0  | 14 | 2  | +12 | 17  | 2.428 |
|  | 2.° | Aucas               | 8  | 5  | 2  | 1  | 16 | 6  | +10 | 17  | 2.125 |
|  | 3.° | Cuniburo            | 6  | 4  | 1  | 1  | 14 | 6  | +8  | 13  | 2.166 |
|  | 4.° | Gualaceo S. C.      | 8  | 4  | 4  | 0  | 13 | 5  | +8  | 16  | 2.000 |
|  | 5.° | Deportivo Coca      | 8  | 4  | 3  | 1  | 16 | 4  | +12 | 15  | 1.875 |
|  | 6.° | Municipal Cañar     | 8  | 4  | 3  | 1  | 16 | 4  | +12 | 15  | 1.875 |
|  | 7.° | Carlos Borbor Reyes | 8  | 4  | 1  | 3  | 19 | 13 | +6  | 13  | 1.625 |
|  | 8.° | Caribe Junior       | 8  | 3  | 2  | 3  | 12 | 9  | +3  | 11  | 1.375 |

     – Clasificados para los hexagonales finales.

## Equipos clasificados a los hexagonales finales
Clasificados como primeros (ganadores de cada grupo)
| Zona | 1.º lugar                         |
| ---- | --------------------------------- |
| 1    | Mushuc Runa Sporting Club         |
| 2    | Club Deportivo Juventud Minera    |
| 3    | Club Social y Deportivo Macas     |
| 4    | Club Deportivo New Star           |
| 5    | Fuerza Amarilla Sporting Club     |
| 6    | Círculo Deportivo Ferroviarios    |
| 7    | Club Cultural y Deportivo Águilas |
| 8    | Club Deportivo Alianza del Pailón |

Clasificados como segundos (4 mejores por promedio)
| Zona | 2.º lugar                |
| ---- | ------------------------ |
| 1    | Cuniburo Fútbol Club     |
| 2    | Sociedad Deportiva Aucas |
| 5    | Gualaceo Sporting Club   |
| 7    | Rocafuerte Sporting Club |

## Hexagonales finales

### Grupo A

#### Clasificación
|  |  |    | Equipo             | PJ | PG | PE | PP | GF | GC | DG  | PTS |
|  |  | -- | ------------------ | -- | -- | -- | -- | -- | -- | --- | --- |
|  |  | 1. | Mushuc Runa        | 9  | 7  | 1  | 1  | 25 | 5  | +20 | 22  |
|  |  | 2. | Cuniburo           | 9  | 6  | 0  | 3  | 19 | 10 | +9  | 18  |
|  |  | 3. | Águilas            | 9  | 5  | 3  | 1  | 15 | 9  | +6  | 18  |
|  |  | 4. | Alianza del Pailón | 9  | 2  | 2  | 5  | 7  | 16 | -9  | 8   |
|  |  | 5. | Deportivo Macas    | 9  | 2  | 1  | 6  | 7  | 13 | -6  | 7   |
|  |  | 6. | Fuerza Amarilla    | 9  | 1  | 1  | 7  | 7  | 25 | -18 | 4   |

 Pts=Puntos; PJ=Partidos jugados; G=Partidos ganados; E=Partidos empatados; P=Partidos perdidos; GF=Goles a favor; GC=Goles en contra; Dif=Diferencia de gol
|  | Clasificado a la final y ascendió a la Serie B 2012. |

#### Partidos y resultados
| Fecha 1         | Fecha 1   | Fecha 1            |
| Local           | Resultado | Visitante          |
| --------------- | --------- | ------------------ |
| Fuerza Amarilla | 0-0       | Alianza del Pailón |
| Cuniburo        | 5-1       | Deportivo Macas    |
| Águilas         | 1-1       | Mushuc Runa        |

| Fecha 2            | Fecha 2   | Fecha 2         |
| Local              | Resultado | Visitante       |
| ------------------ | --------- | --------------- |
| Mushuc Runa        | 3-0       | Fuerza Amarilla |
| Alianza del Pailón | 0-1       | Cuniburo        |
| Deportivo Macas    | 0-0       | Águilas         |

| Fecha 3            | Fecha 3   | Fecha 3         |
| Local              | Resultado | Visitante       |
| ------------------ | --------- | --------------- |
| Alianza del Pailón | 0-1       | Deportivo Macas |
| Cuniburo           | 0-2       | Mushuc Runa     |
| Águilas            | 4-2       | Fuerza Amarilla |

| Fecha 4         | Fecha 4   | Fecha 4            |
| Local           | Resultado | Visitante          |
| --------------- | --------- | ------------------ |
| Fuerza Amarilla | 1-2       | Cuniburo           |
| Mushuc Runa     | 2-1       | Deportivo Macas    |
| Águilas         | 2-1       | Alianza del Pailón |

| Fecha 5            | Fecha 5   | Fecha 5         |
| Local              | Resultado | Visitante       |
| ------------------ | --------- | --------------- |
| Deportivo Macas    | 3-0       | Fuerza Amarilla |
| Alianza del Pailón | 1-0       | Mushuc Runa     |
| Cuniburo           | 3-1       | Águilas         |

| Fecha 6         | Fecha 6   | Fecha 6            |
| Local           | Resultado | Visitante          |
| --------------- | --------- | ------------------ |
| Fuerza Amarilla | 1-0       | Deportivo Macas    |
| Mushuc Runa     | 5-1       | Alianza del Pailón |
| Águilas         | 1-0       | Cuniburo           |

| Fecha 7            | Fecha 7   | Fecha 7         |
| Local              | Resultado | Visitante       |
| ------------------ | --------- | --------------- |
| Deportivo Macas    | 1-2       | Mushuc Runa     |
| Alianza del Pailón | 2-2       | Águilas         |
| Cuniburo           | 3-2       | Fuerza Amarilla |

| Fecha 8         | Fecha 8   | Fecha 8            |
| Local           | Resultado | Visitante          |
| --------------- | --------- | ------------------ |
| Fuerza Amarilla | 0-3       | Águilas            |
| Mushuc Runa     | 2-0       | Cuniburo           |
| Deportivo Macas | 0-0       | Alianza del Pailón |

| Fecha 9         | Fecha 9   | Fecha 9            |
| Local           | Resultado | Visitante          |
| --------------- | --------- | ------------------ |
| Fuerza Amarilla | 1-7       | Mushuc Runa        |
| Cuniburo        | 5-0       | Alianza del Pailón |
| Águilas         | 1-0       | Deportivo Macas    |

| Fecha 10           | Fecha 10   | Fecha 10        |
| Local              | Resultado  | Visitante       |
| ------------------ | ---------- | --------------- |
| Alianza del Pailón | No se jugó | Fuerza Amarilla |
| Deportivo Macas    | No se jugó | Cuniburo        |
| Mushuc Runa        | No se jugó | Águilas         |

### Grupo B

#### Clasificación
|  |  |    | Equipo          | PJ | PG | PE | PP | GF | GC | DG  | PTS |
|  |  | -- | --------------- | -- | -- | -- | -- | -- | -- | --- | --- |
|  |  | 1. | Ferroviarios    | 10 | 6  | 2  | 2  | 20 | 5  | +15 | 20  |
|  |  | 2. | Gualaceo S. C.  | 10 | 5  | 2  | 3  | 18 | 20 | -2  | 17  |
|  |  | 3. | Juventud Minera | 9  | 4  | 1  | 4  | 10 | 15 | -4  | 13  |
|  |  | 4. | Aucas           | 10 | 4  | 0  | 6  | 19 | 19 | 0   | 12  |
|  |  | 5. | Rocafuerte      | 10 | 4  | 0  | 6  | 14 | 16 | -2  | 12  |
|  |  | 6. | New Star        | 9  | 3  | 1  | 5  | 15 | 20 | -5  | 4   |

 Pts=Puntos; PJ=Partidos jugados; G=Partidos ganados; E=Partidos empatados; P=Partidos perdidos; GF=Goles a favor; GC=Goles en contra; Dif=Diferencia de gol
|  | Clasificado a la final y ascendió a la Serie B 2012. |

#### Partidos y resultados
| Fecha 1  | Fecha 1   | Fecha 1         |
| Local    | Resultado | Visitante       |
| -------- | --------- | --------------- |
| New Star | 2-0       | Juventud Minera |
| Gualaceo | 2-1       | Rocafuerte      |
| Aucas    | 1-0       | Ferroviarios    |

| Fecha 2         | Fecha 2   | Fecha 2   |
| Local           | Resultado | Visitante |
| --------------- | --------- | --------- |
| Ferroviarios    | 5-0       | Gualaceo  |
| Rocafuerte      | 0-4       | New Star  |
| Juventud Minera | 2-1       | Aucas     |

| Fecha 3         | Fecha 3   | Fecha 3      |
| Local           | Resultado | Visitante    |
| --------------- | --------- | ------------ |
| Gualaceo        | 7-3       | New Star     |
| Juventud Minera | 2-1       | Ferroviarios |
| Aucas           | 4-0       | Rocafuerte   |

| Fecha 4    | Fecha 4   | Fecha 4         |
| Local      | Resultado | Visitante       |
| ---------- | --------- | --------------- |
| Rocafuerte | 0-1       | Ferroviarios    |
| Gualaceo   | 0-1       | Juventud Minera |
| New Star   | 2-1       | Aucas           |

| Fecha 5         | Fecha 5   | Fecha 5    |
| Local           | Resultado | Visitante  |
| --------------- | --------- | ---------- |
| Ferroviarios    | 3-0       | New Star   |
| Juventud Minera | 3-2       | Rocafuerte |
| Aucas           | 1-2       | Gualaceo   |

| Fecha 6    | Fecha 6   | Fecha 6         |
| Local      | Resultado | Visitante       |
| ---------- | --------- | --------------- |
| New Star   | 0-0       | Ferroviarios    |
| Rocafuerte | 1-0       | Juventud Minera |
| Gualaceo   | 2-0       | Aucas           |

| Fecha 7         | Fecha 7   | Fecha 7    |
| Local           | Resultado | Visitante  |
| --------------- | --------- | ---------- |
| Ferroviarios    | 1-0       | Rocafuerte |
| Juventud Minera | 1-1       | Gualaceo   |
| Aucas           | 5-3       | New Star   |

| Fecha 8      | Fecha 8   | Fecha 8         |
| Local        | Resultado | Visitante       |
| ------------ | --------- | --------------- |
| Ferroviarios | 3-1       | Juventud Minera |
| Rocafuerte   | 3-2       | Aucas           |
| New Star     | 1-3       | Gualaceo        |

| Fecha 9  | Fecha 9   | Fecha 9         |
| Local    | Resultado | Visitante       |
| -------- | --------- | --------------- |
| New Star | 0-1       | Rocafuerte      |
| Gualaceo | 1-1       | Ferroviarios    |
| Aucas    | 4-0       | Juventud Minera |

| Fecha 10        | Fecha 10   | Fecha 10  |
| Local           | Resultado  | Visitante |
| --------------- | ---------- | --------- |
| Ferroviarios    | 5-0        | Aucas     |
| Rocafuerte      | 6-0        | Gualaceo  |
| Juventud Minera | No se jugó | New Star  |

## Final
La disputaron el club Ferroviarios y Mushuc Runa Sporting Club.
| Fecha                   | Lugar  | Local        |  | Resultado |  | Visitante         |
| ----------------------- | ------ | ------------ |  | --------- |  | ----------------- |
| 14 de diciembre de 2011 | Durán  | Ferroviarios |  | 1 – 2     |  | Mushuc Runa       |
| 17 de diciembre de 2011 | Ambato | Mushuc Runa  |  | 2 – 3     |  | Ferroviarios (v.) |

### Campeón
|                                                                       |
|                                                                       |
| Club Círculo Deportivo Ferroviarios 1.er título Ascendió a la Serie B |
| También ascendió Mushuc Runa Sporting Club como vicecampeón.          |

## Goleadores
| Jugador        | Club               | Goles |
| -------------- | ------------------ | ----- |
| Juan Arroyo    | Ferroviarios       | 14    |
| Félix Valencia | Alianza del Pailón | 14    |
| Juan Villacres | Mushuc Runa        | 10    |